# 안투라지 (영화)
《안투라지》(영어: Entourage)는 2015년 공개된 미국의 코미디 영화로, 동명의 드라마의 영화화 작품이다.

## 출연

### 주연
- 아드리언 그레니어
- 케빈 코널리
- 케빈 딜런
- 제리 페라라
- 제레미 피번

### 조연
- 엠마누엘 크리퀴
- 페리 리브스
- 렉스 리
- 데비 마자르
- 라이스 코이로
- 에밀리 라타이코프스키
- 마크 월버그
- 앨리스 이브
- 할리 조엘 오스먼트
- 론다 로우지
- 민디 로빈슨
- 빌리 밥 손튼
- 게리 부시
- 캐서린 첸
- 콘스탄스 짐머
- 스콧 메스쿠디

## 기타
- 책임프로듀서: 스티븐 므누친
- 세트: 질 스프레이리겐 헨켈
- 의상: 올리비아 마일스